# Oberpräsident

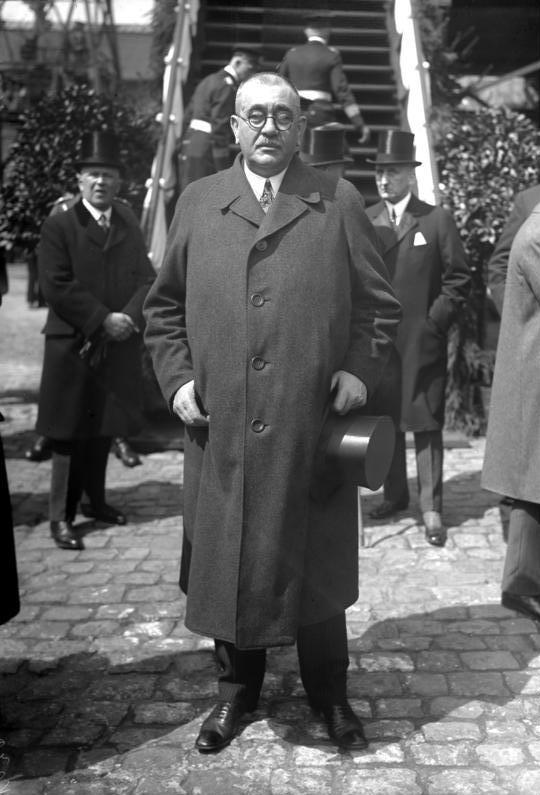
Gustav Noske var Oberpräsident i Provinsen Hannover från 1920 till 1933.

Oberpräsident ("överpresident") var en politisk ämbetsbeteckning i Kungadömet Preussen och senare Fristaten Preussen. En Oberpräsident var den högste ledaren i en preussisk provins.

### Webbkällor
- Wessier, Ansgar. ”Der Oberpräsident” (på tyska). Westfälische Geschichte. Arkiverad från originalet den 5 februari 2014. https://www.webcitation.org/6NAMePC71?url=http://www.lwl.org/westfaelische-geschichte/portal/Internet/input_felder/langDatensatz_ebene4.php?urlID=583. Läst 5 februari 2014.